# Programul Operațional Sectorial Mediu
Programul Operațional Sectorial Mediu (POSM) este documentul care stabilește strategia de alocare a fondurilor europene pentru sectorul de mediu, în România, în perioada 2007-2013.
Programul a fost aprobat de Comisia Europeană în data de 11 iulie 2007.
Bugetul total al POS Mediu este de aproximativ 5,6 miliarde euro, din care 4,5 miliarde euro reprezintă finanțare nerambursabilă a Uniunii Europene și peste 1 miliard euro reprezintă contribuția națională.
POS Mediu conține 5 axe prioritare corespunzătoare fiecărui sector de mediu finanțat prin program și o axă prioritară de asistență tehnică destinată sprijinirii AM POS Mediu / Organismelor Intermediare în managementul programului:
- Axa prioritară 1, Sector apă / apă uzată
- Axa prioritară 2, Sector managementul deșeurilor / reabilitarea terenurilor poluate istoric
- Axa prioritară 3, Sector termoficare
- Axa prioritară 4, Sector protecția naturii
- Axa prioritară 5, Sector protecția împotriva inundațiilor și reducerea eroziunii costiere
- Axa prioritară 6, Asistența tehnică